# プシンカ
プシンカ（英語: Pushinka, ロシア語: Пушинка）は、1961年にソビエト連邦首相のニキータ・フルシチョフからアメリカ合衆国大統領のジョン・F・ケネディに贈られた犬である。プシンカはコラブリ＝スプートニク2号で宇宙へ行ったストレルカが産んだ雌の子犬である。
プシンカは、ジャクリーン・ケネディがウィーンでの公式晩餐会でストレルカについてフルシチョフと話した後、ケネディのホワイトハウスに到着した。ケネディ夫人はストレルカの子犬について尋ねており、そのうちの1匹が贈られたのである。プシニカは盗聴器が埋め込まれているのではないかという懸念を抱かれ、ウォルター・リード陸軍医療センターで中央情報局によって、X線、金属探知機、超音波で検査された。結果、プシンカには破壊工作装置は付いていないことが判明した。
ホワイトハウスの電気技師で犬舎管理人のトラフェス・ブライアントはピーナッツを使ってプシンカを訓練し、キャロライン・ケネディのプレイハウスの梯子に登らせ、反対側から滑り降りさせた。

## 子孫
プシンカはケネディ家の飼い犬のチャーリーとのあいだに4匹の子犬をもうけ、それらはパプニクス（Pupniks）と呼ばれた。ホワイトハウスには、一般市民から子犬を求める5000件のリクエストが届いた。子犬のうち、バタフライ（Butterfly）とストリーカ―（Streaker）は中西部の子供たちに贈られた。残る2匹のホワイト・チップス（White Tips）とブラッキー（Blackie）は、スコー・アイランドのケネディ宅に留まり、後に1匹は一家の友人、もう1匹はパトリシア・ケネディとその夫のピーター・ローフォードに譲渡された。キャロライン・ケネディによると、その後のプシンカは研究所育ちが原因で怒りっぽくなったという。

プシンカの子孫は2024年時点でも存命である 

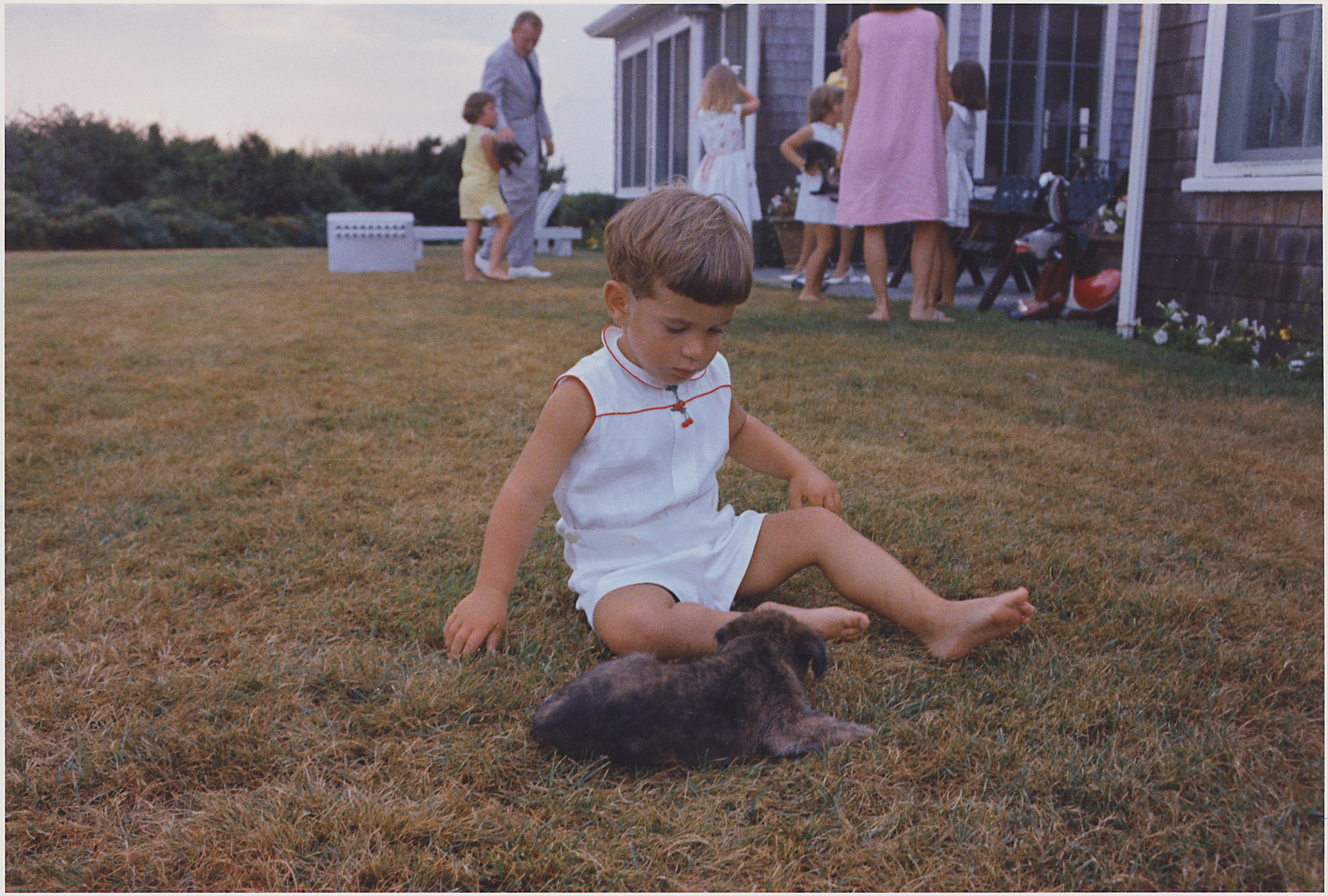
ハイアニスポート（英語版）のスコー・アイランドでプシンカの子犬のうち1匹と過ごすジョン・F・ケネディ・ジュニア（1963年8月14日）
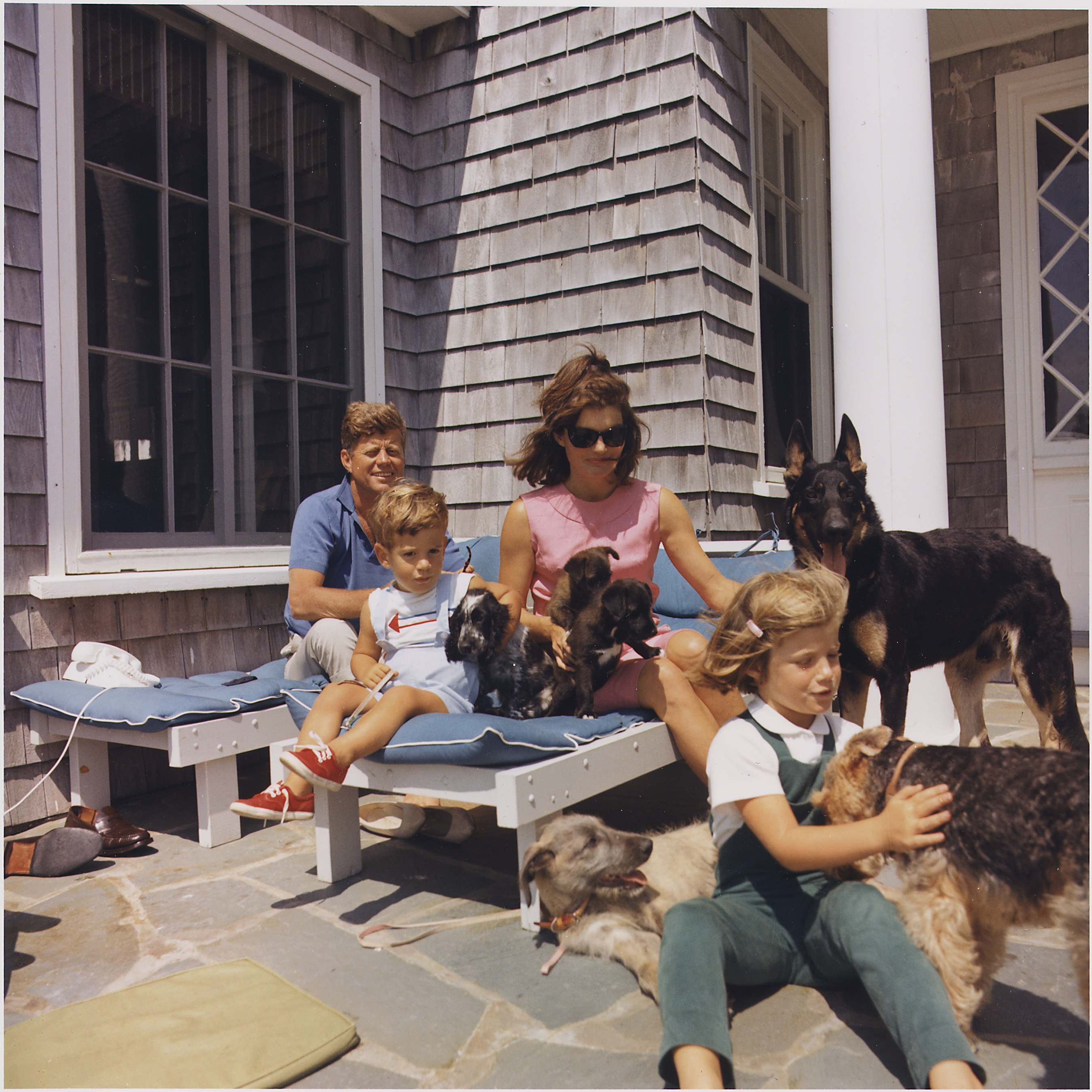
ハイアニスポートのスコー・アイランドでプシンカの2匹の子犬とほかの飼い犬たちと過ごすジョン・F・ケネディ大統領、ジャクリーン・ケネディ、キャロライン・ケネディ、ジョン・F・ケネディ・ジュニア（1963年8月14日）